# 橘杏
橘 杏（たちばな あん、1989年7月10日 - ）は、日本のモデル・女性タレント。青森県八戸市出身。血液型はA型。通称はあんぽむ。

## 略歴
- 2014年 湘南ベルマーレの「2014ベルマーレクイーン」に選ばれる[4]。
- 2015年 東京ヴェルディのマスコットガールを務める[5]。
- 2015年 『WORLD CLUB Champion Football』（セガ・インタラクティブ）の「第2期WCCFガール」に就任[3]。
- 2016年 東京湾納涼船主催の『東京ゆかた美女コンテスト2016』で審査員特別賞を受賞[6]。

## 人物
大のアニメ好き。ベルマーレクイーン時代にその嗜好が一般に知られるようになり、当時東京ヴェルディのスポンサーだったコトブキヤとコスプレを賭けて対決したり、2015年に東京ヴェルディのホームゲームイベントに出演していた際は『甘城ブリリアントパーク』の千斗いすずのコスプレで登場するのが恒例になったりしていた。

## 出演

### テレビ番組
- いいすぽ!（フジテレビONE、2016年10月15日）第7回[9]
- 爆報! THE フライデー（TBS、2017年1月20日）再現ドラマ、内田恭子役
- 恋がヘタでも生きてます（読売テレビ・日本テレビ系、2017年4月6日 - 6月22日） - 太田麻実子役
- 全力坂（テレビ朝日、2017年11月14日、11月23日）
- ご参考までに。（日本テレビ系、2018年4月2日）再現ドラマ、白仁田佳恵役
- 限界団地 第3話（東海テレビ/ フジテレビ系、2018年6月23日）松島七海役

### 舞台
- 劇団スーパー・エキセントリック・シアター「ブレーメンプロデュース」第3弾「ブレーメンの音楽隊」（2014年1月22日 - 26日、シアターグリーン BOX in BOX THEATER）
- O-keyプロデュース公演「絶望エクスチェンジ」（2015年9月11日 - 14日、中野スタジオあくとれ） 真理亜役
- 演劇ユニット『爆走おとな小学生』第一回課外授業「私私私立下等高等学校～3年1組異常科専攻～」（2015年12月10日 - 13日、池袋 GEKIBA） 二階堂役
- Mile Stone Vol.2「KIZUNA」（2016年2月3日 - 7日、中野・劇場MOMO） レン役
- 演劇ユニット『爆走おとな小学生』第二回全校集会「勇者セイヤンの物語（真）」（2016年3月24日 - 27日、新宿村LIVE） 街の人2役
- 演劇ユニット Hi-ACE 旗揚げ公演「かき鳴らせ阿呆ども」（2016年4月26日 - 5月1日、下北沢Geki地下Liberty） 桜井カレン役
- 劇団たいしゅう小説家 Present`s 15 周年記念第5弾「「サギムスメ」～人生晴れたり曇ったり～」（2017年7月5日 - 7月9日、萬劇場） 山城美麗役
- T factory『エフェメラル・エレメンツ』（2017年9月22日 - 10月3日、吉祥寺シアター） ボサノヴァ役[10]
- 「音楽劇 ヨルハVer1.2」（2018年2月9日 - 2月13日、シアター1010） アネモネ役[11]
- 劇団TEAM-ODAC「小さな結婚式〜いつか、いい風は吹く〜」（2019年5月5日 - 5月6日、大阪ビジネスパーク円形ホール） 掛布真奈美役
- 劇団TEAM-ODAC「小さな結婚式〜いつか、いい風は吹く〜」（2019年5月１5日 - 5月19日、全労済ホール/スペース・ゼロ） 掛布真奈美役

### WEB
- WCCF CUP WINNER'S CUP The 10th 店舗予選大会リポート！ （2015年12月3日）
- WCCF CUP WINNER'S CUP The 10th 前夜祭 （2016年1月23日）
- WCCF CUP WINNER'S CUP The 10th 全国決勝大会 （2016年1月24日）
- ウィズアニTV （2016年7月13日 - ）
- MimiTV （2016年7月20日 - ）
- 押上アイドル情報局(仮)　2016年10/27放送回 （2016年10月27日）
- 「音楽劇ヨルハver1.2」「舞台 少年ヨルハver1.0」稽古場に潜入セヨ。 （2018年1月29日）
- ニーアオートマタぶっ通し生放送 （2018年3月4日）
- 「音楽劇ヨルハVer1.2」「舞台 少年ヨルハVer1.0」Blu-ray発売記念 生放送（2018年5月11日）
- Yahoo!パートナー Twitter広告(2018年7月)
- SONY MANOMA WEB動画「楽しい時間を記録する編、家事代行を不在時でも編」(2019年8月)
- Panasonic RELIFE STUDIO FUTAKO WEB動画(2019年10月)

### ゲーム
- WORLD CLUB Champion Football 2015-2016（橘杏）
- WORLD CLUB Champion Football 2016-2017（橘杏）

### イベント
- 舞台ヨルハ Blu-ray発売記念上映会(2018年7月21日、UDXシアター)